# Tepeyanco
Tepeyanco är en kommunhuvudort i Mexiko.   Den ligger i kommunen Tepeyanco och delstaten Tlaxcala, i den sydöstra delen av landet, 100 km öster om huvudstaden Mexico City. Tepeyanco ligger 2 246 meter över havet och antalet invånare är 3 370.
Terrängen runt Tepeyanco är platt åt nordväst, men åt sydost är den kuperad. Runt Tepeyanco är det mycket tätbefolkat, med 1 632 invånare per kvadratkilometer. Närmaste större samhälle är Zacatelco, 3,4 km söder om Tepeyanco. I omgivningarna runt Tepeyanco växer huvudsakligen savannskog.